# Mattia Petrucci
Pour les articles homonymes, voir Petrucci.
Mattia Petrucci, né le 11 avril 2000 à Vérone (Vénétie), est un coureur cycliste italien. 

## Biographie
En avril 2019, il rejoint l'équipe continentale Groupama-FDJ, en remplacement de Kevin Geniets qui passe dans l'équipe World Tour,. À la fin de l'année, il se distingue en terminant troisième du Tour de Lombardie amateurs.
En 2021, il retourne en Italie au sein de l'équipe Colpack-Ballan,. Il réalise une bonne saison sur le circuit italien. Il est notamment deuxième de la Piccola Sanremo, du Tour de Lombardie amateurs, ainsi que troisième du Trophée de la ville de San Vendemiano, du championnat d'Italie sur route espoirs et du Tour de la Vallée d'Aoste. La saison suivante, il signe plusieurs tops 10 des courses d'un jour italiennes.
Il passe professionnel en 2023 au sein de l'équipe italienne Green Project-Bardiani CSF-Faizanè. Fin janvier, il fait ses débuts avec l'équipe en participant au Tour de San Juan, où il prend la 30e place du classement général. Cependant, le 9 février 2023, il annonce arrêter sa carrière après avoir perdu la motivation et le plaisir nécessaire pour continuer.

## Palmarès et résultats

### Palmarès par année
- 2016
  -  Champion d'Italie étudiants[6]
- 2017
  - 2e du Gran Premio Pretola
- 2018
  - Gran Premio Sportivi di Sovilla
  - Coppa Guinigi
  - 2e du Grand Prix Général Patton
  - 3e du Trofeo Buffoni
- 2019
  - 3e du Tour de Lombardie amateurs
- 2021
  - Coppa Caduti di Reda
  - Coppa Città di Ovada
  - 2e de Bassano-Monte Grappa
  - 2e du Gran Premio Chianti Colline d'Elsa
  - 2e de la Piccola Sanremo
  - 2e du Tour de Lombardie amateurs
  - 3e du Trophée de la ville de San Vendemiano
  - 3e du championnat d'Italie sur route espoirs
  - 3e du Tour de la Vallée d'Aoste
- 2022
  - 2e du Gran Premio La Torre
  - 3e du Trophée MP Filtri

### Classements mondiaux
| Année                                 | 2019  | 2020 | 2021 | 2022  | 2023  |
| ------------------------------------- | ----- | ---- | ---- | ----- | ----- |
| Classement mondial                    | 1751e | nc   | 574e | 1139e | 2463e |
| UCI Europe Tour                       | 1159e | nc   | 461e | 807e  | nc    |
|                                       |       |      |      |       |       |
| Légende : nc = non classéSource : UCI |       |      |      |       |       |